# Armando Antunes da Silva
Armando Antunes da Silva ComIH (Évora, 31 de Julho de 1921 – Évora, 21 de Dezembro de 1997) foi um escritor contista e romancista, poeta e jornalista português.

## Biografia
Estuda na cidade onde nasceu, no Curso Comercial em Évora, que abandona aos 13 anos de idade para ir trabalhar.

### Vida profissional
Trabalha em Évora como empregado de escritório até 1948, data em que vai viver para Lisboa, onde começa a dedicar-se de forma sistemática à escrita artística. Em Lisboa sustentar-se-á através do trabalho como relações-públicas no departamento de publicidade de uma empresa industrial, desenvolvendo paralelamente extensa atividade jornalística, política e literária.

#### Jornalismo
Desenvolve desde cedo um contributo regular na área do jornalismo. É convidado pelo jornal O Comércio do Porto para substituir José Régio na crónica de Domingo. Manteria actividade jornalística durante a maior parte da sua vida, escrevendo frequentemente para os jornais Diário do Alentejo, Diário de Lisboa, Comércio do Porto, Diário Popular, Diário de Notícias, O Diabo e nas revistas Sol Nascente, Vértice e Seara Nova.

#### Atividade política
Armando Antunes da Silva pertenceu à secção de Évora da juventude do Movimento de Unidade Democrática, o MUD Juvenil. Tal envolvimento leva-o a ser detido por motivos políticos pela Polícia Internacional e de Defesa do Estado pela primeira vez em 1945, tendo estado na Prisão de Caxias, onde, segundo Galopim de Carvalho, seu sobrinho, terá sido espancado.
Como parte da sua atividade política no MUD, é activista das campanhas de candidatura à presidência da República Portuguesa de Arlindo Vicente e Humberto Delgado. Várias vezes iria a tribunal como testemunha de defesa de resistentes antifascistas. Foi candidato da Comissão Democrática Eleitoral nas listas da Oposição Democrática em Évora em 1969. Depois da Revolução de 25 de Abril de 1974 foi membro do Concelho Nacional do Movimento Democrático Português / Comissão Democrática Eleitoral.

#### Obra literária
Parte da sua obra foi proibida pelo regime do Estado Novo, constando Esta Terra É Nossa e Terra do Nosso Pão do índice dos livros proibidos da PIDE. A sua obra é catalogada frequentemente como pertencente à corrente neorrealista portuguesa, da qual faz parte da segunda geração. Toda a sua escrita respeita ao território geográfico do Alentejo e da sua classe popular e mais desfavorecida. Suão é a sua obra que mais projecção e edições obteve. Terras Velhas Semeadas de Novo é um registo documental único levado a cabo em 1975 no Alentejo, composto por entrevistas a camponeses organizados em cooperativas durante a Reforma Agrária empreendida no Período Revolucionário em Curso. António Cândido Franco, professor da Universidade de Évora, considerou que Armando Antunes da Silva foi “[…] porventura o escritor que melhor reinventou artisticamente o Alentejo”. O artista António Quadros afirma que “devem-se-lhe algumas das mais vibrantes páginas que depois de Fialho de Almeida se escreveram sobre a gesta do homem alentejano”.

## Títulos publicados

### Romance
- Gaimirra, (1946)
- Vila Adormecida (1948);
- Sam Jacinto (1950);
- O Aprendiz de Ladrão (1954);
- Canções ao Vento (1957);
- O Amigo das Tempestades (1958);
- Suão (1960);
- A Visita (1962);
- Terra do Nosso Pão (1964);
- Alentejo é Sangue (1966);
- Uma Pinga de Chuva (1966);
- Exilado e Outros Contos (1973),
- Rio Djebe (1973);
- A Fábrica (1979);
- Alqueva, a Grande Barragem (1982);
- Senhor Vento (1982)

### Reportagem
- Terras Velhas Semeadas de Novo (1976);

### Diários
- Jornal I – Diário (1987)
- Jornal II – Diário (1990)

### Poesia
- Esta Terra que é Nossa (1952), edições Cancioneiro Geral;
- Canções do Vento (1957), edições Cancioneiro Geral;
- Breve Antologia Poética (1991);

## Prémios e homenagens
Distinguido em 1991 pela Câmara Municipal de Évora com a medalha de Mérito Municipal, que baptizou com o seu nome uma das ruas da cidade.
Agraciado em 1992 pelo Presidente da República de Portugal, Mário Soares, com o grau de Comendador da Ordem do Infante D. Henrique.
O centenário do seu nascimento foi comemorado pela Escola Secundária Gabriel Pereira com uma exposição intitulada “Antunes da Silva. Alentejo Sempre!” onde foi exposta informação biográfica sobre o autor, assim como objetos pessoais seus, a saber, uma das suas máquinas de escrever e ainda primeiras edições originais das suas obras. Também a propósito do seu centenário o Centro de Recursos do Património Cultural Imaterial da Câmara Municipal de Évora procedeu a uma sessão comemorativa na Biblioteca Pública de Évora à qual chamou “Memórias Sonoras de Évora”.